# Otto Greiffestein
José María de Jesús Otto Greiffenstein Gaviria (Medellín, 18 de febrero de 1922 - Bogotá, 21 de junio de 1994) fue un locutor, presentador, empresario y actor colombiano. Considerado uno de los pioneros en el arte de la locución, tanto en la radio como en la televisión colombiana.

## Biografía e inicios
A los cinco años de edad su familia se trasladó a Bogotá. Estudió bibliotecología en la Universidad de Columbia, en Nueva York. Comenzó su carrera en los años 1950 en la radio en La Voz de Bogotá y de allí pasó a RCN y Caracol en donde hizo famoso el programa La hora del Regreso y La Noche Fantástica de la emisora Caracol Estéreo.
Considerado como una de las mejores voces comerciales del país de todos los tiempos, sus colegas de la ACL (Asociación Colombiana de Locutores y Comunicadores) lo galardonaron en 1990 con el premio Julián Ospina, el máximo galardón para los profesionales colombianos de la locución por sus 40 años de trayectoria.

### Presentador de Televisión
Como presentador de televisión, empezó con Producciones PUNCH en programas musicales como: Sorpresas musicales Ras, Estudio en estéreo, Show de shows, El teatro musical Colseguros , La hora Diners y Noches de Colombia, por nombrar solo algunos. Luego trabajaría para Producciones JES, como locutor y presentador, donde realizó su trabajo más recordado en los últimos años:   Panorama, un programa de entrevistas que presentó desde 1985 hasta 1994, siendo éste su último trabajo en televisión.

### Como actor
En televisión también se destacó en la actuación, apareciendo en la exitosa serie "Yo y Tú" de Alicia del Carpio, que se emitió entre 1956 y 1976. En cine, participó en la película Esposos en vacaciones con la actriz Lyda Zamora y en 1990 participó en la comedia "El Doctor Don Chinche", un pequeño spin off de la ya exitosa comedia Don Chinche, protagonizada también por Héctor Ulloa. 
Otto Greiffenstein, falleció en Bogotá el 21 de junio de 1994, víctima de un cáncer en el páncreas.